# 나비와 바다
"나비와 바다"(Sea of Butterfly)는 한국에서 제작된 박배일 감독의 2011년 다큐멘터리 영화이다. 재년 등이 주연으로 출연하였다.

## 출연

### 주연
- 재년
- 우영

## 기타
- 조감독: 문창현
- 음향: 김병오
- 타이틀디자인: 노재년
- 타이틀디자인: 강우영
- 자막: 김경호
- 자막: 김용하
- 장비협조: 시청자미디어센터(부산)
- 장비협조: 미디토리
- 장비협조: 평상필름
- 배급부문: 이상엽
- 배급부문: 김혜미
- 배급부문: 김혜미
- 마케팅부문: 오보라
- 마케팅부문: 정두리
- 예고편: 변상수
- 마케팅부문: 스몰빌
- 번역: 오재형